# Pjotr Petrowitsch Fjodorow

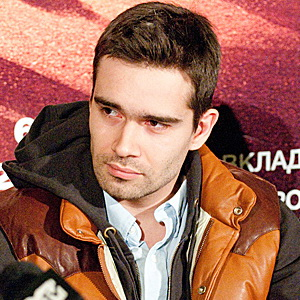
Pjotr Petrowitsch Fjodorow (2011)

Pjotr Petrowitsch Fjodorow (russisch Пётр Петрович Фёдоров, wiss. Transliteration Pëtr Petrovič Fëdorov; * 21. April 1982 in Moskau, RSFSR, Sowjetunion) ist ein russischer Schauspieler und Synchronsprecher. 

## Leben
Fjodorow ist der Sohn des Schauspielers Pjotr Jewgenjewitsch Fjodorow (1959–1999). Bereits sein Großvater Jewgeni Jewgenjewitsch Fjodorow (1924–2020) war als Schauspieler tätig. Er verbrachte den Großteil seiner Kindheit in der Republik Altai. Ab 1997 besuchte er die Moscow Theater Art Technical School und wollte anschließend die Stroganov Moscow State University of Arts and Industry besuchen, allerdings änderte der Tod seines Vaters seine Zukunftspläne. Von 1999 bis 2003 besuchte er das Boris Shchukin Theatre Institut. Danach war er im Ensemble des Moscow Stanislavsky Drama Theater.
Nach ersten kleineren Filmrollen ab 2000 übernahm Fjodorow die Rolle des Maks Bogushev in insgesamt acht Episoden der Mini-Serie Stealing Tarantino von 2006. In Yolki 2 von 2011 und Yolki 3  von 2013 übernahm er jeweils die Rolle des Kolya.  2013 übernahm er in dem Spielfilm Stalingrad die Hauptrolle des Kapitan Gromov. 2016 hatte er die Hauptrolle in Der Duellist inne.

## Filmografie
- 2000: Demobbed (DMB/ДМБ)
- 2001: 101st Kilometer (101-y kilometr/101-й килoметр)
- 2004: Jacked - Pulp Russia (Smatyvay udochki/Сматывай удочки)
- 2005: Neupravlyaemyy zanos (Неуправляемый занос)
- 2005: Velvet Revolution/Law of Corruption (Muzhskoy sezon. Barkhatnaya revolyutsiya/Мужской сезон: Бархатная революция)
- 2006: Stealing Tarantino (Vzyat Tarantinu/Взять Тарантину) (Mini-Serie, 8 Episoden)
- 2006: The Club (Klub/Клуб)
- 2009: Dark Planet: The Inhabited Island (Obitaemyy ostrov/Обитаемый остров)
- 2009: Skinheads 88 (Russia 88/Россия 88)
- 2010: The Phobos (Fobos. Klub strakha/Фобос. Клуб страха)
- 2011: PiraMMMida (PiraMMMida/ПираМММида)
- 2011: Gop-Stop (Гоп-стоп)
- 2011: Boris Godunov (Борис Годунов)
- 2011: Without Men (Bez muzhchin/Без мужчин)
- 2011: Bullet Collector (Sobiratel pul/Собиратель пуль)
- 2011: Yolki 2 (Ёлки 2)
- 2011: Darkest Hour (Phantom/Фантом)
- 2011: Okhotniki za brilliantami (Mini-Serie, 7 Episoden)
- 2012: Mamy (Мамы)
- 2012: Posledniy boy (Последний бой) (Mini-Serie, Episode 1x01)
- 2012: A Man with a Warranty (Muzhchina s garantiey/Мужчина с гарантией)
- 2012: Odessa-mama (Одесса-мама) (Fernsehserie)
- 2013: The Rehearsals (Repetitsii/Репетиции)
- 2013: Privychka rasstavatsya (Привычка расставаться)
- 2013: Stalingrad (Сталинград)
- 2013: Odnoklassniki.ru: naCLICKay udachu (Одноклассники.ru: НаCLICKай удачу)
- 2013: Yolki 3 (Ёлки 3)
- 2014: Locust (Sarancha/Саранча)
- 2014: Begletsy (Беглецы)
- 2014: Voyna i mifi (Война и мифы) (Mini-Serie)
- 2015: Paws, Bones & Rock'n'roll (Yolki lokhmatye/Ёлки лохматые)
- 2015: The Territory (Territoriya/Территория)
- 2015: The Dawns Here Are Quiet (A zori zdes tikhie.../А зори здесь тихие...)
- 2015: Motherland (Rodina/Родина)
- 2015: The Honored Priest (Ierey-san. Ispoved samuraya/Иерей-сан. Исповедь самурая)
- 2016: Vakantna zhizn shef-povara (Вакантна Жизнь Шеф-повара)
- 2016: Pure Art (Chistoe iskusstvo/Чистое искусство)
- 2016: Der Duellist (Dueljant/Дуэлянт)
- 2016: Her Name Was Mumu (Eyo zvali Mumu/Её звали Муму)
- 2016: The Icebreaker (Ledokol/Ледокол)
- 2016: Kak Bolshie (Как Большие) (Kurzfilm)
- 2016: Angel's Heart (Serdtse angela/Сердце ангела) (Fernsehserie)
- 2017: The Bitch (Vy vse menya besite/Вы все меня бесите) (Fernsehserie, 20 Episoden)
- 2017: The Departed (Gorod/Город) (Fernsehserie)
- 2018: The City (Gurzuf/Гурзуф) (Fernsehserie)
- 2018: Our Children (Nashi deti/Наши дети)
- 2019: Blackout (Avanpost/Аванпост)
- 2020: Sputnik (Спутник)
- 2020: Djatlow-Pass – Tod im Schnee (Pereval Dyatlova/Перевал Дятлова) (Fernsehserie)
- 2021: Don't Heal Me (Ryobra/Не лечи меня)

## Synchronsprecher
- 2015: The Fortress (Krepost/Крепость) (Zeichentrickfilm)